# Tivedens Nationalpark
58°43′N 14°36′Ø / 58.717°N 14.600°Ø
Tivedens Nationalpark er en nationalpark som ligger i skovområdet Tiveden, mellem de to store søer Vänern og Vättern. Den blev indviet i 1983 og omfatter 13,5 km² af det centrale Tiveden med Trollkyrka, Stenkällas grotte, Vitsands badestrand og består af de centrale dele af skoven, der fremstår som urskov. Området tilhører kommunerne Laxå og Karlsborg og ligger i landskapet Västergötland.
Tivedens nationalpark ligger i Trolltiven, der er det sværest tilgængelige skovområde. I moderne tid er denne vildmark blevet et populært udflugtsmål, hovedsageligt pga. de uberørte skove der findes der, samt de mange bademuligheder i områdets søer. Selvom området ved første øjekast virker fuldstændigt uberørt, har der tidligere været drevet svedjebrug, træhugst og blevet fremstillet trækul i skoven.